# Suc-et-Sentenac
Pour les articles homonymes, voir Sentenac et Suc.
Suc-et-Sentenac [syk e sɛ̃tənak] est une ancienne commune française située dans le département de l'Ariège, en région Occitanie. Elle est parfois nommée de son nom complet « Suc-et-Sentenac-les-Bordes » afin d'intégrer dans son toponyme un hameau d'altitude. Le 1er janvier 2019, elle devient commune déléguée de la nouvelle commune regroupée Val-de-Sos.
Suc et Sentenac sont deux villages distincts, séparés d'un kilomètre environ. Les habitants de Suc s'appellent les Sucatels et les habitants de Sentenac les Sentenacois. Dans le patois local, ils se désignent eux-mêmes par les sobriquets affectueux et ironiques suivants : les « escrapaouds » (crapauds) pour Suc car ce village compte de nombreuses sources et fontaines, et les « sinsolos » (lézards) pour Sentenac car ce dernier bénéficie d'un large ensoleillement.

## Géographie
Suc-et-Sentenac est rattachée depuis le 1er janvier 2019 à la commune nouvelle de Val-de-Sos, qui fait partie du parc naturel régional des Pyrénées ariégeoises. En outre, une partie de Suc-et-Sentenac est en zone Natura 2000.

### Hydrographie
Le ruisseau d'Arbu, le ruisseau de Freychinède, le ruisseau de Suc, le ruisseau  de Sentenac, le ruisseau des Coustals... sont les principaux cours d'eau de Suc-et-Sentenac.

### Communes limitrophes
|         | Rabat-les-Trois-Seigneurs | Gourbit                |

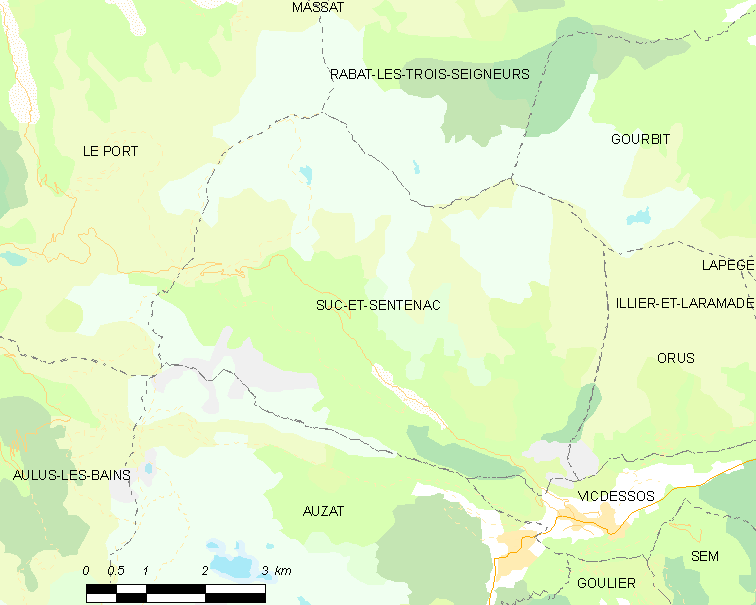
Carte de la commune de Suc-et-Sentenac et des proches communes.

| Le Port | Suc-et-Sentenac           | Orus                   |
|         | Auzat                     | Vicdessos (Val-de-Sos) |

## Histoire
L’école de Suc ayant fermé en 1960, Jean et Jeanne Nayrou, maires successifs de Suc-et-Sentenac, prennent quelques années plus tard l’initiative d’agrandir et rénover les locaux pour en faire un centre permanent d’accueil de groupes à la découverte de la montagne, notamment des enfants en classes transplantées et en colonie de vacances. Les premiers séjours s’effectuent en 1970. Ce centre accueille aussi des adultes : musiciens, chercheurs…. 
Le 17 décembre 2003, un avion de transport militaire CASA CN 235 n° 43F s'est écrasé à environ 1 800 m d'altitude près du pic du Pioulou. Aucun des 7 membres d'équipage n'a survécu. Une stèle est installée sur la D 18A, à l'entrée de Suc en venant de Sentenac.
La commune fusionne le 1er janvier 2019 avec Goulier, Sem et Vicdessos pour former la commune de Val-de-Sos dont la création est actée par arrêté préfectoral en date du 27 juillet 2018.

## Politique et administration
| Période | Période | Identité          | Étiquette        | Qualité           |
| ------- | ------- | ----------------- | ---------------- | ----------------- |
| 1977    | 2011    | Madeleine Souquet |                  | Enseignante       |
| 2011    | 2012    | André Vergé       |                  | Agent DDE         |
| 2012    | 2019    | Aline Romeu       | Parti socialiste | Médecin retraitée |
| 2019    | 2020    | Aline Romeu       | Parti socialiste | Maire déléguée    |

En 2019, la commune de Suc-et-Sentenac est fusionnée dans la nouvelle commune de Val-de-Sos, créée par le regroupement de plusieurs communes limitrophes.

## Démographie
L'évolution du nombre d'habitants est connue à travers les recensements de la population effectués dans la commune depuis 1793. Pour les communes de moins de 10 000 habitants, une enquête de recensement portant sur toute la population est réalisée tous les cinq ans, les populations de référence des années intermédiaires étant quant à elles estimées par interpolation ou extrapolation. Pour la commune, le premier recensement exhaustif entrant dans le cadre du nouveau dispositif a été réalisé en 2007.

En 2016, la commune comptait 53 habitants, en évolution de −3,64 % par rapport à 2010 (Ariège : +1,48 %, France hors Mayotte : +2,11 %).
| 1793 | 1800  | 1806  | 1821  | 1831  | 1836  | 1841  | 1846  | 1851  |
| ---- | ----- | ----- | ----- | ----- | ----- | ----- | ----- | ----- |
| 967  | 1 102 | 1 132 | 1 093 | 1 200 | 1 208 | 1 269 | 1 353 | 1 387 |

| 1856  | 1861  | 1866  | 1872  | 1876  | 1881  | 1886  | 1891  | 1896  |
| ----- | ----- | ----- | ----- | ----- | ----- | ----- | ----- | ----- |
| 1 267 | 1 278 | 1 306 | 1 236 | 1 292 | 1 225 | 1 196 | 1 143 | 1 050 |

| 1901  | 1906 | 1911 | 1921 | 1926 | 1931 | 1936 | 1946 | 1954 |
| ----- | ---- | ---- | ---- | ---- | ---- | ---- | ---- | ---- |
| 1 028 | 984  | 928  | 689  | 550  | 424  | 387  | 275  | 205  |

| 1962 | 1968 | 1975 | 1982 | 1990 | 1999 | 2006 | 2007 | 2012 |
| ---- | ---- | ---- | ---- | ---- | ---- | ---- | ---- | ---- |
| 149  | 100  | 89   | 84   | 66   | 103  | 65   | 60   | 48   |

| 2016 | - | - | - | - | - | - | - | - |
| ---- | - | - | - | - | - | - | - | - |
| 53   | - | - | - | - | - | - | - | - |

## Économie
Centre de montagne pour l'accueil de groupes (classes de découverte) d'une capacité de 80 lits géré par l'association des Pupilles de l'Enseignement Public de l'Ariège.

## Lieux et monuments
- Église Saint-Maurice, à Suc.
- Église Saint-Georges, à Sentenac.
- Chapelle romane (en ruine consolidée) à Sentenac.
- Trou Marc ou gouffre du Si Bémol, grotte de 1 400 m de longueur et de 297 m de dénivellation.

## Personnalités liées à la commune
- Sans d'Hers d'Augé (1635-1701), riche marchand de fer, consul de Suc en 1667 et 1672 et conseiller politique à vie en 1695.
- Joseph Dengerma (1904-1982), poète félibrige (en patois occitan ariégeois traduit en français par ses soins) et historien, il était aussi romancier et essayiste pamphlétaire (en français). Joseph Dengerma - La vallée de Sos[réf. souhaitée]
- Jean Nayrou (1914-1983), homme politique, sénateur et maire de la commune.
- Thérèse Marfaing (1932-2024), basketteuse internationale, médaillée de bronze du championnat du monde 1953 au Chili y est née[9].
- Henri Nayrou, (1944-), homme politique, député, président du conseil départemental de l'Ariège y est né.